# Calamus rotang
```

```

Calamus rotang или ротанг је тропска палма-лијана из породице палми Arecaceae. Насељава тропске кишне шуме Индије, Шри Ланке и Мјанмара. Због својих чврстих, дугих и еластичних влакана користи се у ручној радиности код израде плетених корпи, столића, кишобрана и других производа ручне радиности.
Основни део биљке расте готово вертикално у висини од око 10 метара, а потом се уз помоћ специјалних уназад окренутих закачки које се налазе на стаблу и на врховима листова „пење” уз стабло домаћина и може достићи дужину (висину) и преко 200 метара. Упркос великој дужини стабло је доста танко, са пречником од око 7 цм, и готово једнаке је дебљине на целој дужини биљке. Лисне петељке расту директно из стабла, дужине су од 60 до 80 цм, и са њих се у два реда у облику пера развијају бочни листови
Calamus rotang је дводома биљка, цветови су груписани и расту на петељкама које избијају директно из стабла. Плодови су ситни и елипсастог облика, заобљени на врху, прекривени су крљуштима црвенкасте до браон боје и јестиви су. Плодови луче црвенкасту смолу која име медицинска својства и која је у азијској народној медицини позната као „змајева крв”.
- Плодови ротанга у крупном плану
- Плодови на стаблу
- Стабло са закачаљкама за пењање